# Ilja Lwowitsch Maiselis
Ilja Lwowitsch Maiselis, russisch Илья Львович Майзелис, englische Transkription Ilya Lvovich Maizelis (* 27. oder 28. Dezember 1894 in Uman (heute Ukraine); † 23. Dezember 1978 in Moskau) war ein sowjetischer Schachspieler, -theoretiker und -historiker.

## Wirken
Maiselis war von 1925 bis 1930 Mitglied des Redaktionskollegiums der Zeitschrift 64. Schaschki i schachmaty w rabotschem klube. Von 1943 bis 1946 wirkte er als verantwortlicher Redakteur von Sowjetskaja schachmatnaja chronika, die in Moskau in englischer Sprache erschien.
Maiselis sprach fließend Deutsch und übersetzte mehrere deutsche Schachbücher ins Russische. Daneben brachte er ein Schachlehrbuch für Jugendliche und Bücher über Endspiele heraus, vor allem Bauernendspiele und Turmendspiele. Er war Freund und Wegbegleiter von Juri Awerbach, mit dem er zur Buchreihe Comprehensive Chess Endings beitrug.
Beiträge zu Endspielen von Maiselis sind in den Artikeln Abdrängung und Umgehung zu finden.

## Schachspieler
Beste Turnierergebnisse:
- 1924 Städteturnier, B-Gruppe 1. – 2. Platz
- 1932 Moskauer Meisterschaft 4. Platz

## Übersetzungen
- 1926–1928 Übersetzung ins Russische Mein System von Aaron Nimzowitsch
- 1928 Übersetzung ins Russische Lehrbuch des Schachspiels von Schachweltmeister Emanuel Lasker
- 1928 Übersetzung ins Russische Theorie und Praxis der Endspiele von Johann Berger
- 1973 Übersetzung ins Russische Wie Wiktor Schachmeister wurde von Emanuel Lasker

## Werke
- Natschinajuschtschi schachmatist. Moskwa – Leningrad, 1937
- (Mitautor) Schachmatny jeshegodnik. Band I und II, Moskwa – Leningrad, 1937–1938
- (Mitautor) Osnowy debjutnoj strategii. Dlja schachmatistow 4-j i 3-j lategorij. Moskwa, 1940
- Isbrannyje partii sowjetskich i meshdunarodnych turnirow 1946 g. Moskwa – Leningrad, 1949
- (Mitautor) Utschebnik schachmatnoj igry. 3. Isdanije, Moskwa, 1950
- Ladja protiw peschek. K teorii ladejnogo endspilja. Moskwa, 1956
- (Mitautor) Schachmatnyje okontschanija. Peschetschnyje, slonowyje, konewyje, pod redakzii Ju. Awerbacha. Moskwa, 1956
- Schachmaty. Osnowy teorii. 2 isd., Moskwa, 1960
  - The Soviet Chess Primer. Quality Chess, Glasgow, 2014, ISBN 978-1-907982-99-6. (Übersetzung eines großen Teils von Schachmaty. Osnowy teorii.)